# Ritratto dell'ambasciatore Gabriel de Luetz d'Aramont
Il Ritratto dell'ambasciatore Gabriel de Luetz d'Aramont è un dipinto olio su tela (76x74cm) di Tiziano Vecellio, datato al 1541-1542 e conservato nella Pinacoteca del Castello Sforzesco a Milano.

## Storia
L'opera è il ritratto che Tiziano realizzò per Gabriel de Luetz d'Aramont, ambasciatore francese presso la Sublime Porta.

## Descrizione e stile

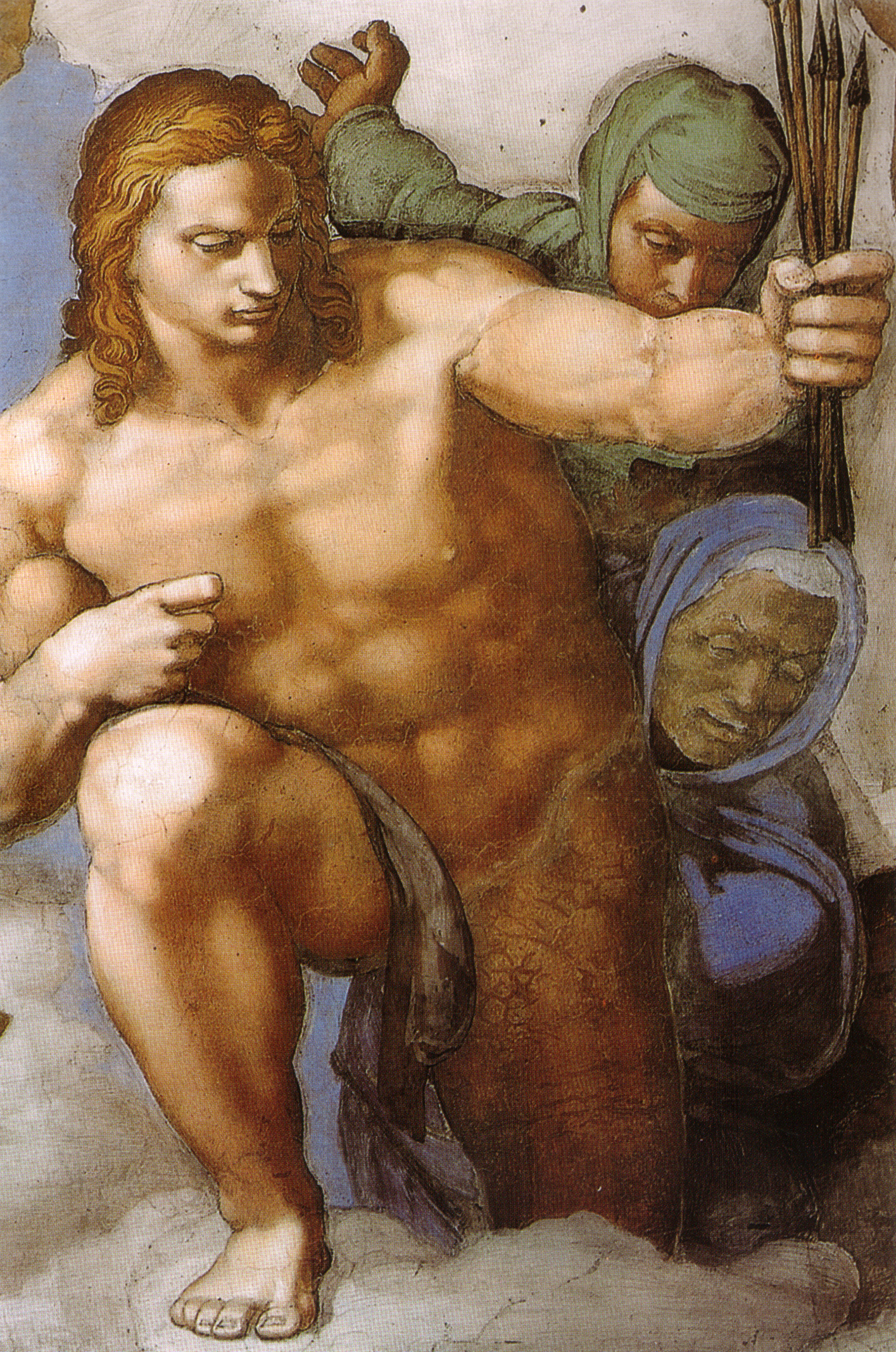
San Sebastiano nel Giudizio Universale di Michelangelo nella Cappella Sistina: si noti il fascio di frecce nella mano sinistra.

L'impostazione della figura dell'ambasciatore è a mezzo busto, vestito in abito scuro diplomatico, impreziosito da una collana d'oro, con sguardo distaccato, nell'atto di tenere nella mano destra un fascio di frecce, a simboleggiare con tutta probabilità i rapporti conflittuali che intercorrevano ancora nell'evo moderno tra gli stati cristiani di cui de Luetz era ambasciatore di uno dei regni più influenti, ed il mondo arabo d'oltremare.
Sul tema delle frecce, alcuni storici dell'arte hanno fatto dei raffronti con la posa del san Sebastiano dipinto da Michelangelo nel Giudizio Universale della Cappella Sistina, artista quest'ultimo che Tiziano ammirava moltissimo. Inoltre, l'evidente similitudine tra le frecce ed i pennelli di un pittore, fanno sì che il Tiziano stesso si personificasse nel ritratto dell'ambasciatore, come "ambasciatore d'arte" egli stesso, anche a fronte della somiglianza fisica tra il ritratto ed alcuni autoritratti del Tiziano della medesima epoca.